# Слонимская возвышенность
Слонимская возвышенность (бел. Слонімскае ўзвышша) — возвышенность в юго-западной части Белорусской гряды. Располагается на западе Белоруссии, преимущественно на территории Слонимского района Гродненской области.
Формирование территории Слонимской возвышенности происходило преимущественно под влиянием Днепровского оледенения и окончательно завершилось во время Сожского (Московского) оледенения. Рельеф местности сильно холмистый и грядово-холмистый. Центральная часть возвышенности представляет собой слабо волнистое плато. Гряды, среди которых выделяются Золотеевский пояс и Косовская гряда, вытянуты с северо-запада на юго-восток.
Наивысшая точка Слонимской возвышенности, находящаяся в Золотеевских грядах, располагается на территории Голынковского сельсовета в Зельвенском районе. Её высота составляет 228,5 м над уровнем моря. На вершине организован геодезический пункт.